# Epidendrum tomlinsonianum
Epidendrum tomlinsonianum är en orkidéart som beskrevs av Charles Dennis Adams. Epidendrum tomlinsonianum ingår i släktet Epidendrum och familjen orkidéer.
Artens utbredningsområde är Jamaica. Inga underarter finns listade i Catalogue of Life.